# 基斯拉旺-朱拜勒省
基斯拉旺-朱拜勒省（阿拉伯语：كسروان - جبيل）是黎巴嫩于2017年成立的省份。下辖基斯拉旺区和朱拜勒区。面积722平方公里。北部与北黎巴嫩省接壤，东部与巴勒贝克-希尔米勒省接壤，南部与黎巴嫩山省接壤，西部濒临地中海。首府朱尼耶。